# Titolo cardinalizio

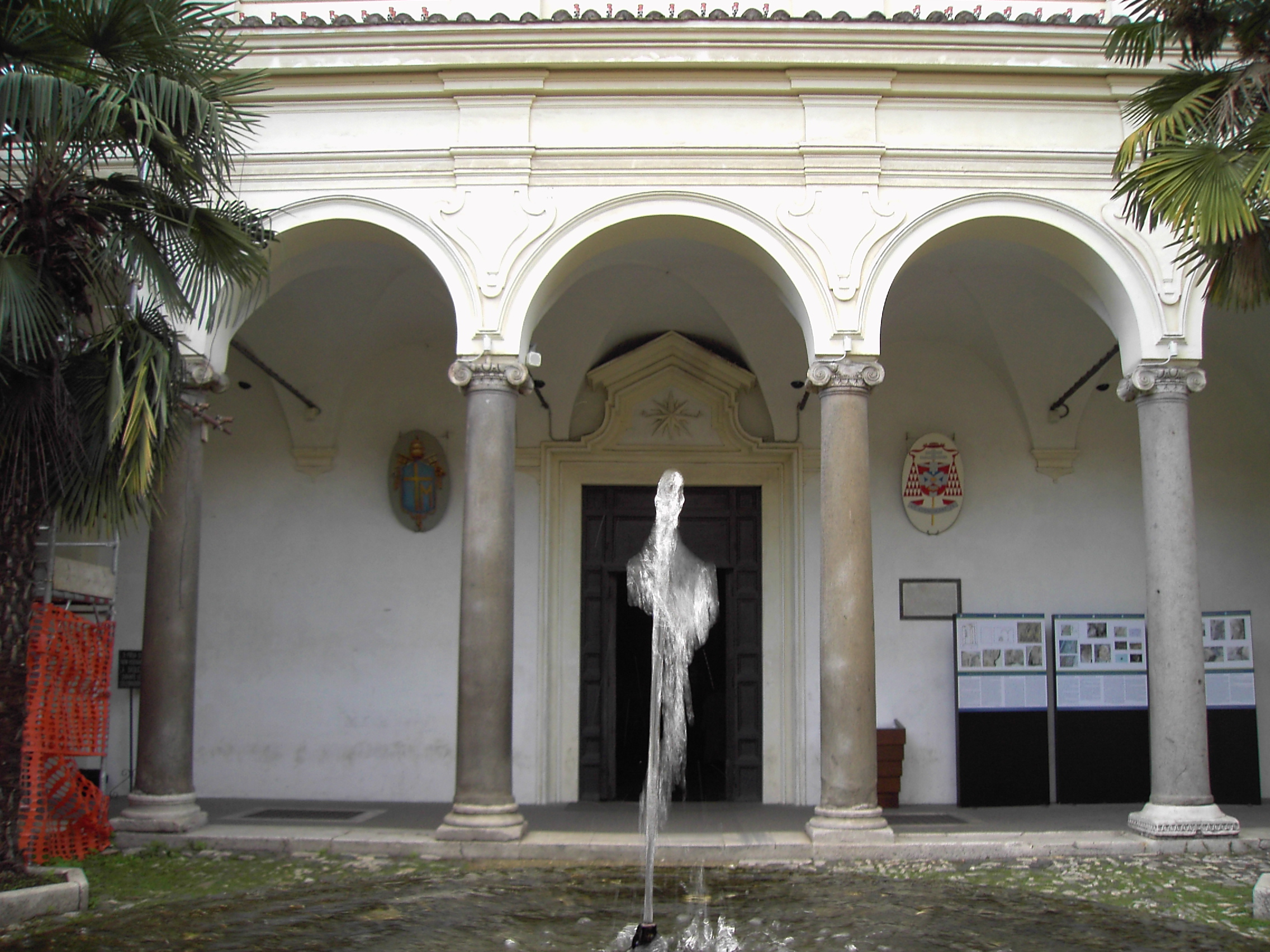
Ingresso della basilica di San Clemente a Roma con, a sinistra, lo stemma di Giovanni Paolo II e, a destra, quello del cardinale titolare (Adrianus Simonis).

I titoli cardinalizi sono chiese della diocesi di Roma o delle sedi suburbicarie il cui nome è assegnato ad ognuno dei cardinali della Chiesa cattolica.

## Storia

### Il terminetitulus
Il titulus indicava originariamente la tabella (di marmo, legno, metallo o pergamena) che, posta accanto alla porta di un edificio, riportava il nome del proprietario. Questo perché le prime adunanze dei cristiani si attuavano all'interno di edifici privati (domus ecclesiae). I tituli privati comprendevano, oltre alla sala cultuale e ai locali annessi per usi liturgici, anche l'abitazione privata.

Successivamente nacquero i tituli di proprietà della comunità, che conservavano il nome del fondatore o del donatore della casa.

### I titoli romani
I tituli, come le odierne parrocchie, erano soggetti alla giurisdizione della Chiesa. Capo della comunità ecclesiale era il presbitero coadiuvato da ministri a lui sottoposti.
I vari tituli, anche se identici dal punto di vista funzionale e della finalità, a causa della loro diversa origine e datazione, non si possono considerare come un gruppo omogeneo. Di tutti questi luoghi di riunione possediamo due diversi elenchi, desunti dalle sottoscrizioni dei vari presbiteri nel corso dei due sinodi svoltisi a Roma nel 499 e nel 595.
Confrontando questi due elenchi, in certi casi si nota come il titulus, che nel primo sinodo portava il nome del fondatore o del donatore, nel secondo porta la dedica all'omonimo santo. Probabilmente ciò è dovuto al crescente interesse per il culto dei martiri. Quelli più antichi si trovano generalmente in zone periferiche o popolari della città, mentre quelli nuovi creati dopo l'editto costantiniano del 313 ebbero tutti posizioni più centrali.

### I titoli e le diaconie originari

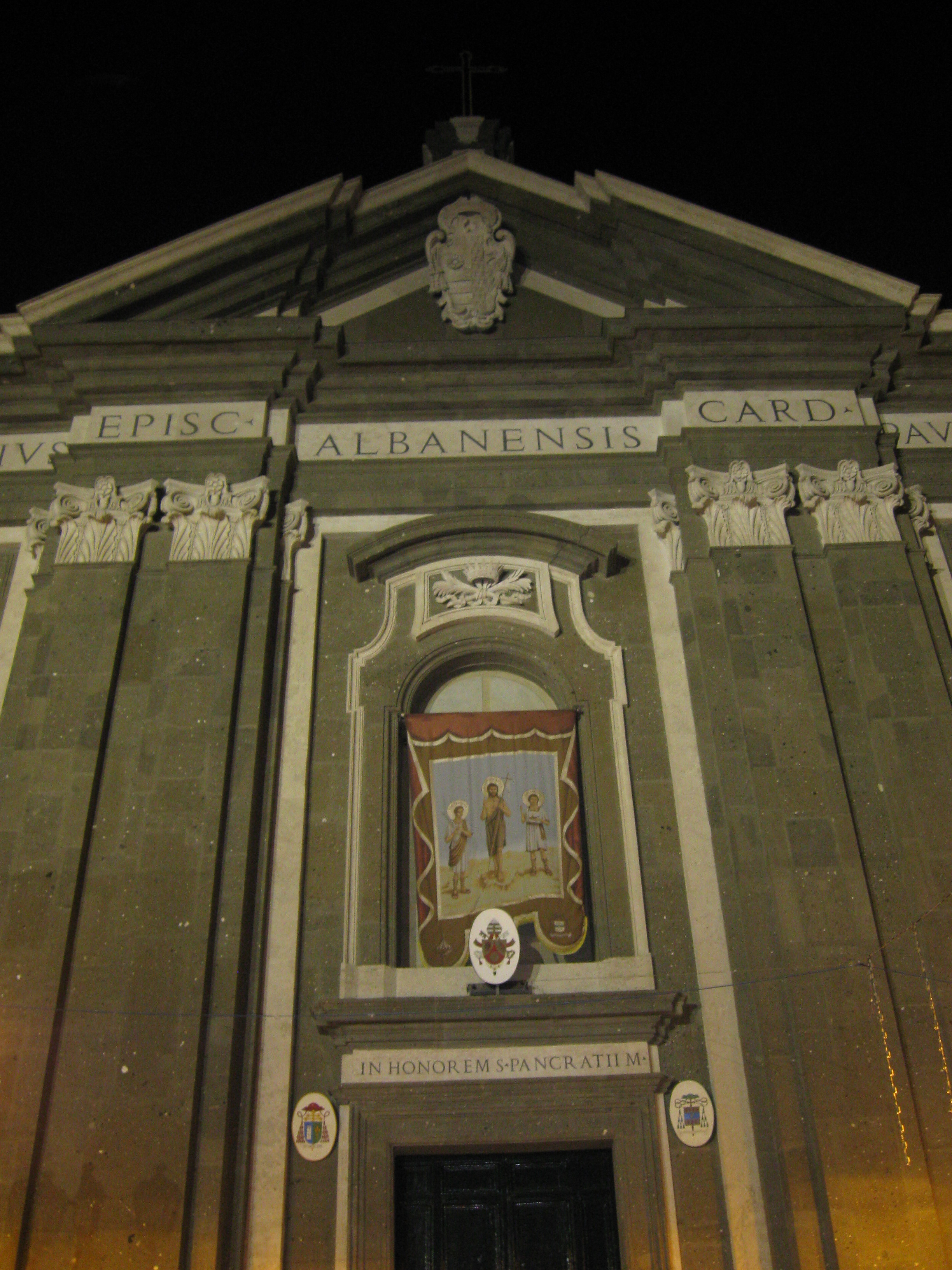
Ingresso della cattedrale di San Pancrazio ad Albano Laziale che, essendo sede suburbicaria, oltre agli stemmi papale (al centro) e cardinalizio (a sinistra), espone anche quello episcopale (a destra).

Secondo il Liber Pontificalis, originariamente i titoli erano 25, come il numero dei presbiteri istituiti da papa Cleto per coadiuvarlo nella cura delle anime dell'Urbe; sette erano invece le diaconie, dal numero di dipartimenti (regiones) in cui la città era stata divisa per la cura dei poveri, ciascuno affidato ad un diacono.
La lista dei 25 titoli originari è la seguente:
- S. Xysti o Crescentianae, oggi San Sisto
- Bizantii o Bizantis, successivamente Pammachii, oggi Santi Giovanni e Paolo
- Aemilianae, oggi Santi Quattro Coronati
- Clementis, oggi San Clemente
- SS. Marcellini et Petri, oggi Santi Marcellino e Pietro
- Apostolorum o Eudoxiae, oggi San Pietro in Vincoli
- Equitii, oggi Santi Silvestro e Martino ai Monti
- Praxedis, oggi Santa Prassede
- Pudentis, oggi Santa Pudenziana
- Eusebii, oggi Sant'Eusebio
- Vestinae, oggi Santi Vitale, Valeria, Gervasio e Protasio
- Gaii, oggi Santa Susanna
- Cyriaci, poi San Ciriaco alle Terme Diocleziane (soppresso nel 1587 da papa Sisto V che lo sostituì con il titolo dei Santi Quirico e Giulitta)
- Marcelli, oggi San Marcello
- Lucinae, oggi San Lorenzo in Lucina
- Damasi, oggi San Lorenzo in Damaso
- Marci o Iuxta Pallacina, oggi San Marco
- Anastasiae, oggi Sant'Anastasia
- Fasciolae, oggi Santi Nereo e Achilleo
- Balbinae o Tigridae, oggi Santa Balbina
- Sabinae, oggi Santa Sabina
- Priscae, oggi Santa Prisca
- Julii et Callisti o Sanctae Mariae, oggi Santa Maria in Trastevere
- Caeciliae, oggi Santa Cecilia
- Chrysogoni, oggi San Crisogono.

Questa è la lista delle sette diaconie originarie:
- Santa Lucia in Orpheo o in Selce, poi Santa Lucia in Silice (soppressa nel 1587 da papa Sisto V)
- Santa Maria Antiqua, poi trasformato in titolo di Santa Maria Nuova, oggi diaconia di Santa Maria della Scala
- Santi Sergio e Bacco (soppressa nel 1587 da papa Sisto V)
- San Teodoro (soppressa nel 1587 da papa Sisto V, ripristinata nel 1959 da papa Giovanni XXIII e nuovamente soppressa nel 2004)
- Santa Lucia in septem Soliis o septem Viis, poi Santa Lucia in Septisolio (soppressa nel 1587 da papa Sisto V)
- Santi Nereo e Achilleo, poi divenuta titolo presbiteriale
- San Bonifacio o Sant'Alessio, poi divenuta titolo presbiteriale.

### Disciplina contemporanea
Il titolo viene attribuito dal papa all'atto della nomina di un cardinale e, a differenza del particolare incarico ecclesiale, è vitalizio.
Tutti i tituli sono relativi alla diocesi di Roma e alle sue sedi suburbicarie, a simboleggiare l'appartenenza al clero romano e l'unità del Collegio dei cardinali come strumento di supporto all'attività pastorale del vescovo di Roma.
La corrispondenza tra tituli e ordini cardinalizi è la seguente: una sede suburbicaria è attribuita ad un cardinale vescovo, un titolo ad un cardinale presbitero, una diaconìa ad un cardinale diacono.
In alcuni casi le diaconie e i titoli sono elevati, rispettivamente, pro hac vice a titolo presbiterale o vescovile: questo avviene per poter annoverare il suo titolare fra i cardinali presbiteri (ad esempio qualora il cardinale titolare sia eletto vescovo di una diocesi o se dopo dieci anni di diaconato il cardinale chiede di essere promosso al titolo presbiterale) senza che debba rinunciare ad un titolo tradizionalmente legato al proprio ordine di appartenenza o luogo d'origine.
Le chiese titolari sono contrassegnate, generalmente sulla facciata, da un doppio stemma: a sinistra quello del Papa regnante, a destra quello del cardinale titolare medesimo.
Il titolo della sede suburbicaria di Ostia spetta di diritto al cardinale decano, che lo affianca a quello già a lui precedentemente assegnato.

## Lista dei titoli cardinalizi
I titoli sono 253, suddivisi in sedi suburbicarie, titoli e diaconie.

## I cardinali patriarchi orientali
Papa Paolo VI, con il motu proprio Ad purpuratorum Patrum Collegium, pubblicato l'11 febbraio 1965, stabilì che i patriarchi di rito orientale assunti nel Sacro collegio dei cardinali non appartengono al clero di Roma e, pertanto, non può essere assegnato loro alcun titolo o diaconia. I patriarchi cardinali appartengono all'ordine di cardinali vescovi e, nella gerarchia, si situano immediatamente dopo di loro. Mantengono la loro sede patriarcale e non viene assegnata loro alcuna sede suburbicaria.
Al momento della pubblicazione del motu proprio il cardinale Ignace Gabriel I Tappouni, patriarca di Antiochia dei Siri, che era stato creato cardinale presbitero da papa Pio XI nel concistoro del 16 dicembre 1935, rinunciò al titolo dei Santi XII Apostoli e si inserì nell'elenco dei patriarchi cardinali. Il cardinale Grégoire-Pierre Agagianian, che si era dimesso da patriarca di Cilicia degli Armeni il 25 agosto 1962, mantenne invece il titolo presbiterale di San Bartolomeo all'Isola che aveva ricevuto il 18 febbraio 1946, e in seguito, il 22 ottobre 1970, divenne cardinale vescovo del titolo della sede suburbicaria di Albano. Tutti gli altri cardinali patriarchi che sono entrati nel Collegio cardinalizio dal 1965 in poi non sono stati assegnatari di alcun titolo romano.